# Tacot des Lacs
Le Tacot des Lacs (TL) est un chemin de fer touristique français à voie étroite, qui circule entre Montcourt-Fromonville, Grez-sur-Loing et Bourron-Marlotte près de Fontainebleau en Seine-et-Marne. La ligne, dont l'écartement des rails est de 600 mm, reprend, sur 2,5 km environ, l'ancien tracé de voies utilisé par la sablière de Bourron.
L'association est née en 1982 et, au fil des années, s'est attachée à la préservation, la sauvegarde et la mise en valeur du patrimoine ferroviaire de la région en restaurant complètement des locomotives à vapeur, locotracteurs diesel et wagons. Le musée et la ligne sont ouverts au public d'avril à octobre.
La collection de matériel à voie étroite, restaurée par des passionnés, est particulièrement fournie en matériels historiques.

## Histoire
Depuis environ 1850, de nombreuses sablières ont été exploitées dans le sud de la Seine-et-Marne, notamment à Montigny-sur-Loing, Montcourt-Fromonville, Darvault, Poligny, Bagneaux-sur-Loing, ainsi qu'à Ormesson et Larchant dans un vaste réseau ferroviaire d'environ 20 km convergeant vers Saint-Pierre-lès-Nemours.
Chacune des sablières possédait un réseau à voie étroite qui servait à acheminer le sable vers les gares de la ligne de la Compagnie des chemins de fer de Paris à Lyon et à la Méditerranée (PLM), (notamment les gares de Bourron-Marlotte - Grez et Nemours - Saint-Pierre), le canal du Loing (à Montcourt-Fromonville et Saint-Pierre-lès-Nemours ou aux principales routes, à proximité des carrières, convergeant vers la Nationale 7.
La Société des sablières de Bourron fut créée en 1911 afin d'exploiter la sablière de Bourron, situé en forêt de Fontainebleau, à l'ouest du village de Bourron et au nord de la gare de Bourron-Marlotte - Grez. Une ligne à voie étroite fut donc construite descendant de la sablière par la « route de la sablière », traversant l'actuelle route de Villiers-sous-Grez au niveau du rond-point (la montée de la sablière est visible de la route). La déviation récemment construite est l'exact tracé de la ligne : la petite zone d'activité présente à gauche comprend encore aujourd'hui les anciennes installations du dépôt de la ligne. Un pont fut construit (les pilastres en maçonnerie sont toujours visibles) au-dessus des voies du PLM parallèle à celui de la Nationale 7, permettant les premiers points d'expédition du sable par les voies du PLM et par la Nationale 7.
En 1913, la ligne fut prolongée afin d'atteindre le canal du Loing à Montcourt-Fromonville. En traversant la Nationale 7, elle se retrouve au milieu des champs appartenant actuellement aux gazonnières de Bourron. Elle continue sur l'actuel « chemin de l'étang », puis s'engage sur le « chemin de la Fontaine aux Lards », traverse la départementale 104 dite « route de Grez », puis s'engage sur le « chemin des Grands Aulnes » (il existait un évitement après la traversée de la départementale 104 pour le croisement des convois ferroviaires). Elle continue au travers des champs actuels dit « la plaine des soixante » (la bordure du champ indique encore le tracé de la ligne).
La ligne traverse alors la deuxième « route de Grez » (terminus actuel de la ligne du Tacot des Lacs) et commence son trajet en forêt, traverse le Loing sur un pont métallique, puis atteint la « ballastière » où est extrait un mélange de sable et de cailloux (les futurs lacs). Les installations de la ballastière deviendront le premier dépôt du Tacot des Lacs. La ligne serpente alors à travers les lacs puis traverse la « route de la Ferme des Chapellottes », lieu du nouveau dépôt/point de départ du Tacot des Lacs ; elle s'engage ensuite de nouveau en forêt, en rampe, vers un triangle de retournement où elle atteint le canal du Loing et le « port au sable » de Montcourt-Fromonville (point de départ du Tacot de 1985 à 2009).
Le trafic de la ligne cessa complètement en 1969, remplacé par les camions. La ligne fut alors rapidement déferrée et les ateliers loués (avant de renaître, en 1985, du « port au sable » de Montcourt-Fromonville à « la plaine des soixante » à Bourron-Marlotte avec le Tacot des Lacs).
À la fin de l'exploitation, le matériel moteur se composait de six locotracteurs 020 T75 Billard (dont deux exemplaires ont été conservés au p'tit train de Saint-Trojan et un par le Chemin de fer Froissy-Dompierre). Les locotracteurs avaient peu à peu remplacé une douzaine de locomotives à vapeur 040T DFB Henschel qui avaient circulé sur la ligne des années 1920 à 1959 (dont deux exemplaires avaient été conservés par la société Chambon de Nemours et un par le musée des transports de Pithiviers : 040T DFB Henschel 15311 n° 4 sur ce réseau).

## Matériel roulant ferroviaire

### Locomotives à vapeur
| Numéro TL | Appellation | Machine | Constructeur                           | Année | Puissance | Numéro série | Statut               | Notes | Photo                                 |
| --------- | ----------- | ------- | -------------------------------------- | ----- | --------- | ------------ | -------------------- | --- | ------------------------------------- |
|           | Herbert     | 020T    | Krauss (de)                            | 1899  | ?         | 4048         | État de présentation | Krauss type XIV. |                                       |
|           |             | 020T    | Decauville                             | 1925  | 30ch      | 993          | À restaurer          | Ex-carrière de Blaisy-Bas (Côte-d'Or), puis parc d'attractions de JoyParc à Meaux (Seine-et-Marne). Type Progrès. Au Tacot depuis 1981.                                                           |                                       |
|           |             | 020T    | Krauss (de)                            | 1914  | 30ch      | 3921         | État de présentation | Au Tacot depuis 2004. |                                       |
|           |             | 020T    | Orenstein & Koppel                     | 1905  | 30ch      | 1329         | À restaurer          | Ex-carrière de Neuville (Belgique). Au Tacot depuis 1981. |                                       |
| no 43     |             | 020T    | Orenstein & Koppel                     | 1908  | 40ch      | 2649         | État de présentation | Ex-sablière de Saint-Pierre-lès-Nemours (Seine-et-Marne) des Ets Bellefille (Livrée neuve), puis de la C.I.S.N., puis Parc de la Tête d'Or à Lyon (Rhône). Au Tacot depuis 1995 Classé MH (1997). | 020T Orenstein & Koppel               |

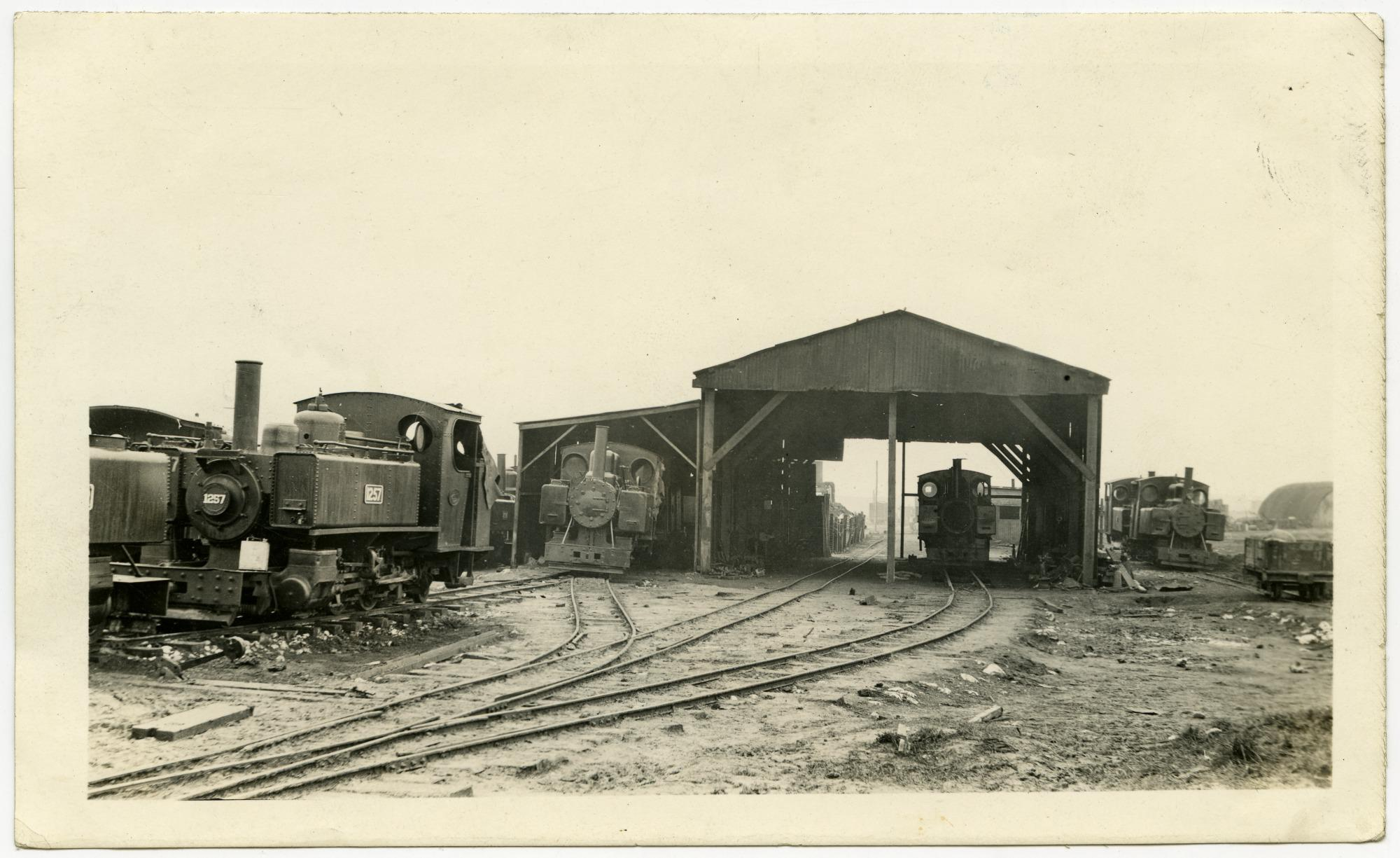
La 131T Alco-Cooke no WD 1257 (à gauche) vue vers la fin de la Première Guerre mondiale à Tincourt-Boucly.

| no 20     | Margarete   | 020T    | Arn. Jung (de)                         | 1937  | 60ch      | 7502         | En service           | Ex-sablière de Saint-Pierre-lès-Nemours (Seine-et-Marne) de la C.I.S.N.. Au Tacot depuis 1986. |                                       |
|           |             | 020T    | A. Popineau                            | ?     | ?         | ?            | À restaurer          | Locomotive très proche du modèle Decauville type Progrès. Rapatriée à l'état d'épave de Nouvelle-Calédonie. Au Tacot des Lacs depuis 2007.                                                        |                                       |
|           | Trixie      | 020ST   | Trevor Barber Alan Keef (en)           | 1974  | ?         | 1            | État de présentation | Réplique inspirée par les locomotives saddle tank à voie de 2 ft (610 mm) du constructeur W. G. Bagnall.                                                                                          |                                       |
|           |             | 030T    | Decauville                             | 1916  | 50ch      |              | État de présentation | Type Progrès. Au Tacot depuis 2000. |                                       |
| no 6      | Caroline    | 040T    | Henschel                               | 1917  | 70ch      | 3562         | État de présentation | Ex-Sucrerie de Maizy (Aisne). Type DFB (de). Au Tacot depuis 1985. |                                       |
|           |             | 040T    | Borsig                                 | 1917  | 70ch      |              | À restaurer          | Ex-Sucrerie de Coucy-le-Château (Aisne). Type DFB (de). Au Tacot depuis 1978. |                                       |
| no 68     |             | 131T    | Baldwin                                | 1917  | 120ch     | 46828        | État de présentation | Utilisée dans une exploitation sucrière près de Bundaberg en Australie jusqu'en 1965. · Au Tacot des Lacs depuis 2002, puis après restauration en service de 2011 à 2018 Classé MH (2008).        | 131T Baldwin                          |
|           | Floralie    | 020T    | Henschel                               | 1937  | 90 ch     | 23735        | État de présentation | Au Tacot des Lacs depuis 2012 Classé MH (1994). |                                       |
| n° 101    |             | 020T    | Neumeyer                               | 1922  | 35 ch     | 19           | État de présentation | Au Tacot des Lacs depuis 2012 Classé MH (1987). |                                       |
| no 100    |             | 131T    | Alco-Cooke                             | 1916  | 120 ch    | 57148        | En service           | Ex-War Department Light Railways, puis Tramway de Pithiviers à Toury. · Au Tacot des Lacs depuis 2012 Classé MH (1987).                                                                           | 131T Alco-Cooke                       |
| no 112    | Edgar       | 020T    | North Bay Railway Engineering Services | 2017  | ?         | 4            | En service           | Réplique exacte d'une locomotive Decauville type 1. Précédemment au Moseley Railway Trust (en). Au Tacot des Lacs depuis 2023.                                                                    | Réplique d'une 020T Decauville type 1 |

### Locotracteurs Diesel
| Numéro TL | Appellation | Machine | Constructeur         | Modèle  | Année | Puissance | Numéro série | Statut                                                                         | Notes | Photo                     |
| --------- | ----------- | ------- | -------------------- | ------- | ----- | --------- | ------------ | ------------------------------------------------------------------------------ | --- | ------------------------- |
|           |             | 020     | Billard              | T75     |       | 75ch      |              | État de présentation                                                           | Ex-Ptit train de Saint Trojan (Charente-Maritime). Prototype des modèles T75. Au Tacot depuis 2002. |                           |
|           |             | 020     | Billard              | T75     |       | 75ch      |              | En cours de restauration                                                       | Au Tacot depuis 1990. |                           |
|           |             | 030     | Billard              | T80     |       | 80ch      | 2066         | En état de marche                                                              | Ex-Céramiquerie de Saint-Aulaye (Dordogne). Au Tacot depuis 1986. |                           |
|           |             | 020     | Decauville           |         |       | 10ch      |              | Inconnu, mais ne semble pas en service. Présenté sur un coupon de voie isolé.  | |                           |
| 5         |             | 020     | Montania             |         | 1917  | ?         |              | En état de marche                                                              | Fortement modifié, originaire des tourbières de l'Aubrac. |                           |
|           |             | 020     | Comessa              |         |       |           |              | À restaurer                                                                    | Ex-Fonderie de Wassy (Haute-Marne ). Au Tacot depuis 1987. |                           |
|           |             | 020     | Comessa              |         |       |           |              | À restaurer                                                                    | Ex-Fonderie de Wassy (Haute-Marne). Au Tacot depuis 1988. |                           |
|           |             | 020     | Whitcomb             |         |       |           | À restaurer  | Ex-Ets Beaumartin à Tergnier (Aisne). En voie de 800 mm. Au Tacot depuis 1988. | |                           |
| no 16     |             | 020     | Baldwin              | 50hp    | 1917  | 70ch      |              | En service                                                                     | Ex-Sucrerie de Mitry-Mory (Seine-et-Marne). Moteur Diesel de la Compagnie lilloise de moteurs (CLM). Au Tacot depuis 1987.                                                                                  |                           |
| no 83     |             | 020     | Baldwin              | 50hp    | 1917  | 50ch      |              | En service                                                                     | Ex-Scierie de Cirey-sur-Vezouze (Meurthe-et-Moselle) État d'origine, moteur essence compris. Au Tacot depuis 2008.                                                                                          | Locotracteur Baldwin 83   |
|           |             | 020     | Baldwin              | 50hp    | 1917  |           |              | À restaurer                                                                    | Ex-embranchement ferroviaire SNCF 3-4 exemplaires transformées en voie normale avec des motorisations Diesel. Au Tacot depuis 1986.                                                                         |                           |
|           |             | 020     | Deutz                | OMZ 122 | 1950  | 50ch      | 46786        | En service                                                                     | Ex-Cimenterie de Montebourg (Manche) du Ciments français. Au Tacot depuis 1982. |                           |
|           |             | 020     | Deutz                | OMZ 122 | 1950  | 50ch      |              | En service                                                                     | Ex-Cimenterie de Montebourg (Manche) du Ciments français. Au Tacot depuis 1982. |                           |
|           |             | 020     | Deutz                | OMZ 122 | 1950  | 50ch      |              | En état de marche                                                              | Ex-Cimenterie de Montebourg (Manche) du Ciments français. Au Tacot depuis 1982. |                           |
|           |             | 020     | Deutz                | OMZ 117 |       | 25ch      |              | À restaurer                                                                    | Ex-Tuilerie de Massy-Palaiseau (Essonne). Au Tacot depuis 1976. |                           |
|           |             | 020     | Deutz                | OMZ 117 |       | 25ch      |              | À restaurer                                                                    | Ex-sablière de Pierre-le-Sault (Seine-et-Marne) puis parc d'attractions de Babyland-Amiland à Saint-Pierre-du-Perray (Essonne). Au Tacot depuis 1976.                                                       |                           |
|           |             | 020     | Deutz                | OMZ 117 |       | 25ch      |              | À restaurer                                                                    | Ex-sablière de Pierre-le-Sault (Seine-et-Marne) puis parc d'attractions de Babyland-Amiland à Saint-Pierre-du-Perray (Essonne). Au Tacot depuis 1976.                                                       |                           |
| no 11     |             | 020     | Moës                 |         |       |           |              | À restaurer                                                                    | Ex-Carrière de l'Oise (Oise). Au Tacot depuis 1980. |                           |
|           |             | 020     | Moës                 |         |       |           |              | À restaurer                                                                    | Ex-Carrière de l'Oise (Oise). Au Tacot depuis 1980. |                           |
|           |             | 020     | Orenstein & Koppel   |         |       |           |              | À restaurer                                                                    | Ex-sablière de Monéteau (Yonne). Moteur Diesel Monocylindre. Au Tacot depuis 1973. |                           |
|           |             | 020     | Orenstein & Koppel   |         |       |           |              | À restaurer                                                                    | Ex-sablière de Monéteau (Yonne). Moteur Diesel Monocylindre. Au Tacot depuis 1973. |                           |
|           |             | 020     | Arn Jung             |         |       |           |              | À restaurer                                                                    | Ex-sablière de Monéteau (Yonne). Au Tacot depuis 1973. |                           |
|           |             | 020     | Arn Jung             |         |       |           |              | À restaurer                                                                    | Ex-Tuilerie de Massy-Palaiseau (Essonne). Au Tacot depuis 1976. |                           |
|           |             | 020     | Weitz                |         |       |           |              | À restaurer                                                                    | Ex-sablière de Monéteau (Yonne). Au Tacot depuis 1973. |                           |
|           |             | 020     | Pétolat              |         | 1933  | 10ch      | 75 12633     | En état de marche                                                              | Ex-Parc de la Tête d'Or à Lyon (Rhône). Au Tacot depuis 1995. |                           |
|           |             | 020     | Dick Kerr            |         | 1917  | 100ch     |              | État de présentation                                                           | Au Tacot depuis 1990. |                           |
|           |             | 020     | Dick Kerr            |         | 1917  | 100ch     |              | À restaurer                                                                    | Ex-embranchement ferroviaire SNCF transformé en voie normale. Au Tacot depuis 2000. |                           |
|           |             | 020     | British Westinghouse |         | 1917  | 100ch     |              | À restaurer                                                                    | Ex-embranchement ferroviaire SNCF transformé en voie normale. Au Tacot depuis 2002. |                           |
|           |             | 020     | Diema                | DS40    |       | 50ch      |              | En service                                                                     | Au Tacot depuis 2004. |                           |
|           | Anna        | 020     | Diema                | DS40    |       | 45ch      |              | En service                                                                     | Au Tacot depuis 2004. |                           |
|           | Beatrys     | 020     | Diema                |         |       |           |              | En service                                                                     | Au Tacot depuis 2004. |                           |
|           | Peter       | 020     | Diema                |         |       |           |              | En service                                                                     | Au Tacot depuis 2004. |                           |
|           |             | 230     | Baldwin              |         | 1917  |           |              | En état de marche                                                              | Ex-Sucrerie de Vis-en-Artois (Nord-Pas-de-Calais). Locomotive à vapeur transformée dans les années 1950 par les ateliers de la Sucrerie en un locotracteur Diesel de forte puissance. Au Tacot depuis 1988. |                           |
| no 77     |             | 020     | Schneider            |         | 1922  |           |              | En service                                                                     | Ex-Tramway du Cap-Ferret. | Locotracteur Schneider 77 |

### Draisine
| Numéro TL | Appellation | Machine | Constructeur              | Modèle | Année | Puissance | Numéro série | Statut            | Notes | Photo |
| --------- | ----------- | ------- | ------------------------- | ------ | ----- | --------- | ------------ | ----------------- | --- | ----- |
|           |             | 020     | Billard                   |        | 1912  |           |              | À restaurer       | Ex-réseau Breton à Carhaix (Finistère). En voie normale. Au Tacot depuis 1976.                                          |       |
|           |             | 020     | Ateliers de l'Est de Lyon |        | 1958  | 10ch      |              | En état de marche | Ex-Est de Lyon, puis Parc de la Tête d'Or à Lyon (Rhône). Ex-voie normale converti en voie de 60. Au Tacot depuis 1995. |       |

### Matériel remorqué
Ex-TPT (Loiret) :
- un wagon couvert Pershing sauvé à Estouy (Loiret)  Classé MH (2008)[6] ;
- un wagon couvert Baume & Marpent de 1903 transformé en remorque agricole ;
- un fourgon à betterave de 1931 DK59 transformé en remorque agricole (mis sur bogies) ;
- vingt wagons-tombereaux Decauville à deux essieux dont trois sont transformés en voiture et trois en baladeuse ;
- un wagon plat M7 ;
- cinq tombereaux Clayton dont deux transformés en voitures ;
- deux bogies ex-voiture du TPT ex-tramway du Cap-Ferret (Gironde).

Ex-tramway de Tours (Indre-et-Loire) :
- trois wagons couverts Carel et Fouché.

Ex-tramway de Fontainebleau (Seine-et-Marne) :
- une motrice du tramway (Voie métrique).

Ex-cimenterie de la société Ciments Français de Montebourg (Manche) :
- trente bennes Decauville.

Ex-sablière de la Compagnie industrielle des Sables de Nemours (CISN) de Saint-Pierre-lès-Nemours (Seine-et-Marne) :
- trois ou quatre wagonnets-bennes type « girafe » Decauville.

Au fil du temps, le Tacot a sauvegardé :
- des wagons « truck » du système Péchot (porte-bois, plateformes, citerne et baladeuses) ;
- des wagons Decauville (porte-bois, plats et couverts) ;
- des wagons allemands (porte-bois, plats, citernes, tombereaux et couverts ;
- des wagons Pershing (plats, tombereau et couvert) ;
- un wagon-grue ;
- un wagon couvert ambulance à bogies L.R.7992 de l'armée anglaise, construit en 1917 par la Gloucester Railway Carriage and Wagon Company (en) et provenant de l'usine céramique de Decize.

Matériels utilisés pour la circulation touristique :
- une rame de voitures fermées Decauville et Clayton ;
- une rame de baladeuses Decauville et Clayton.

À terme, le Tacot présente ou pourra présenter, après restauration du matériel, des rames militaires : 
- wagon « truck » porte-bois, plateforme et wagon-citerne du système Péchot pouvant être présenté avec la 030T Decauville ;
- wagon porte-bois, wagon plat, wagon-citerne, wagon-tombereau et wagon couvert pouvant être présenté avec la 040T DFB Henschel 3562 ;
- wagon plat, wagon citerne, wagon-tombereau et wagon couvert Pershing pouvant être présenté avec la 131T Baldwin 46504 ou avec un 50hp Baldwin ;
- wagon plat, wagon-tombereau et wagon couvert Clayton pouvant être présenté avec un 50hp Baldwin ;

et de type industriel :
- wagonnets benne type « girafe » Decauville de la sablière de la C.I.S.N. de Saint-Pierre-lès-Nemours (Seine-et-Marne) pouvant être présenté avec la 020T Orenstein & Koppel 2649.

## Visite
Le musée et la ligne sont ouverts au public les dimanches après-midi d'avril à novembre, ainsi que les samedis à partir du mois de mai. Le site est ouvert tous les jours durant l'été.